# 오라샤츠
오라샤츠 (Orašac)는 행정 구역상 두브로브니크에 위치한, 크로아티아 남부의 마을이다. 두브로브니크에서 북서쪽 트르스테노와 자톤 사이에 위치했다.

## 역사
이 마을은 서기 1040년경에 세워졌다. 마을 중심부 내 주택들은 서로에 가까이 지어졌다. 이는 한 때 나렌타인들로부터 방어를 위한 방이었다.

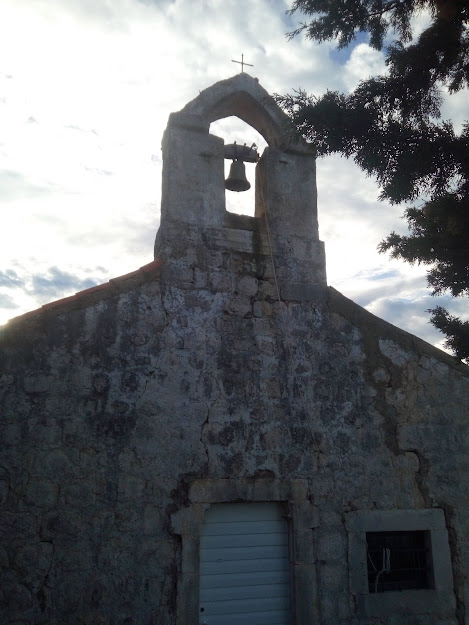
성 니콜라오스 교회

여러 오래된 교회 (1250년에 지어진 성 니콜라오스 교회등)와 예배당들이 존재하며, 여기에는 아라프보성(Arapovo)이 포함되는데 이 성은 피렌체의 최고 행정관인 '곤팔로니에레' 피에로 소데리니가 로마로 떠나기 전 1512년부터 13년까지 머물렀다고 여겨지는 곳이다.
크로아티아 독립 전쟁 기간, 'Dubrovački vrtovi sunca'라고 하는 커다란 호텔이 파괴되었다가 개보수 및 재건을 거쳐 2009년에 재개장되었다.

## 인구
2021년 인구 조사에 따르면, 인구는 742명이었다.